# Шипіцино (Тальменський район)
Шипі́цино (рос. Шипицино) — село у складі Тальменського району Алтайського краю, Росія. Входить до складу Ларічихинської сільської ради.

## Населення
Населення — 215 осіб (2010; 291 у 2002).
Національний склад (станом на 2002 рік):
- росіяни — 97 %